# Grace George
Grace George (New York, 25 dicembre 1879 – New York, 19 maggio 1961) è stata un'attrice statunitense.

## Biografia
Tra le maggiori attrici teatrali americane della sua generazione, Grace George recitò in una cinquantina di opere teatrali a Broadway nell'arco di mezzo secolo, interpretando le protagoniste in opere teatrali quali Il maggiore Barbara e La scuola della maldicenza. Nel 1950 vinse il Drama League Award alla miglior performance per The Velvet Glove a Broadway. Pur avendo dedicato la stragrande maggioranza della sua carriera al teatro, George fece due apparizioni cinematografiche: nel 1915 in Tainted Money e nel 1943 in Johnny Come Lately.
Nel 1898 sposò il produttore William A. Brady, diventando così la matrigna della futura attrice Alice Brady; la coppia ebbe anche un figlio proprio, William A. Brady Jr, nato nel 1900. Era la zia dell'attrice Maude George.

## Filmografia
- Tainted Money, regia di Burton L. King (1914)
- Johnny Come Lately, regia di William K. Howard (1943)